# Просторненский водозабор
Просто́рненский водозабо́р — гидротехническое сооружение в Крыму на базе артезианских скважин для водоснабжения восточного Крыма путём подачи воды через Северо-Крымский канал. Запущен в эксплуатацию 10 декабря 2015 года.
Для переброски воды с Просторненского водозабора по временной схеме военными специалистами были проложены 24 нитки временного трубопровода Монтаж выполнялся трубопроводным батальоном ВВО Протяжённость одной нитки составляет 9,5 км

## Расположение
Расположен на северо-западной окраине села Просторное.
Расстояние от Просторненского до Северо-Крымского канала составляет 9,5 км. Глубина артезианских скважин водозабора составляет 165 м, общая производительность — 75 тыс. м³ в сутки. Стоимость работ на первом этапе — 117 млн рублей.

## Строительство
Одной из работ, которую нужно было выполнить на объекте, является водопонижение. Для этого рассматривается возможность переноса сбросного канала, а также реконструкции системы водоотведения.
Прокладка 24-х линий временного трубопровода началась в апреле и была завершена в июне 2015 года. Работы велись трубопроводным батальоном бригады материально-технического обеспечения Восточного военного округа (ВВО) с местом постоянной дислокации в Бурятии. В общей сложности к работам было привлечено 300 военнослужащих и 90 единиц военной и специальной техники. Общая протяжённость 24-х ниток полевых трубопроводов от Просторненского водозабора до Северо-Крымского канала составила 288 км.
Пробный запуск водозабора был произведен 10 декабря 2015 года после подключения к сетям «Крымэнерго».

## Эксплуатация
До конца года было подано 50 тыс. м³ воды.
В марте 2016 года принято решение об установке запорно-регулирующей арматуры на гребне Просторненского водозабора.
С апреля 2016 года начата переброска воды в канал, к 18 мая было подано 395,3 тыс. м³.
26 апреля работало две скважины, к курортному сезону планировался запуск ещё шести.
В 2016 году скважинами Просторненского водозабора было поднято 6786,6 тыс. м³ подземных вод и по временным трубопроводам ПМТП-150 «Просторненский водозабор-СКК» подано для водоснабжения населения Керчи и Феодосии. В феврале 2017 года водозабор был передан на баланс Джанкойскому филиалу ГБУ РК «Крыммелиоводхоз».
6 августа 2018 года Просторненский водозабор возобновил свою работу после окончания работ по техническому подсоединению водоводов площадки водозабора к напорному трубопроводу. Подрядчиком АО «ОЭК-ГТ» были выполнены работы по монтажу затворов, тройников, отводов и труб Д-800 мм для подключения скважин по временной схеме. Работники Джанкойского филиала ввели в работу дополнительно 2 насосных агрегата. В работе находилось 9 скважин с ежесуточной водоподачей до 50 тыс. м³.